# エロイカより愛をこめて
『エロイカより愛をこめて』（エロイカよりあいをこめて）は、青池保子の漫画作品。1976年から少女漫画雑誌『別冊ビバプリンセス』（秋田書店）に連載。その後、1979年からは少女漫画雑誌『月刊プリンセス』（秋田書店）に掲載誌を移し、長期連載（一時中断あり、後述）。2008年に少女漫画雑誌『プリンセスGOLD』（秋田書店）に移籍し、2009年1月号から新たに連載を開始した。2000年6月時点で累計発行部数は800万部を記録している。

## 概要
男色の美術品窃盗犯「怪盗エロイカ」ことドリアン・レッド・グローリア伯爵（以下、伯爵）の法をやぶった美術品収集活動が、北大西洋条約機構（NATO）の情報将校「鉄のクラウス」ことクラウス・ハインツ・フォン・デム・エーベルバッハ少佐（以下、少佐）の作戦行動と遭遇し騒動を引き起こす、コメディ色を含んだ怪盗&スパイ活劇。少女向け漫画ながら、綿密な考証と細部まで書き込まれた緻密な絵柄や、少女漫画離れしたストーリーから男性ファンも獲得している、『魔弾の射手』や『Z -ツェット-』など、コメディ色を排したスピンオフ作品も発表されている。
連載開始当初は青池の出世作『イブの息子たち』のパターンを踏襲し、主役はそれぞれ異なった個性を持ち、超能力を操る3人の少年少女、猥雑なドタバタギャグに加え、主人公を16歳の少女・プラムから始めるなど、少女漫画らしい手法を展開していた。しかし作品No.2「鉄のクラウス」で登場した少佐の硬派ぶりが受け、主役が交替。東西冷戦の渦中で少佐の活躍を描くスパイ物へと変貌した。以後はソ連国家保安委員会 (KGB) との情報争奪戦、冷戦が終結した1990年代以降は、テロリストを相手にしたロシア対外情報庁（旧・KGB）との共同作戦が主要なものとなり、この2つの勢力の間で美術品の窃盗をはたらく伯爵が争いに巻き込まれるというパターンが基本となっている。
1986年に展開された作品No.14「皇帝円舞曲」を境として、1995年まで連載が一時中断されている。このような長期の中断があった背景には、当時、青池が中世ヨーロッパを舞台とした作品に傾倒していたこと、東西ドイツの統一、ソ連崩壊が起こり冷戦が終結し、単純な「西側対東側」の対立軸を基本とした物語が構成できなくなり、再開に対し青池が及び腰となっていたことなどが挙げられる。このため、再開時には軍事評論家の岡部いさくを脚本アドバイザーとして迎えている。
なお、レギュラー級の主要人物（部下A、情報部長、仔熊のミーシャなど）の本名が明らかになっておらず、一方で一つのエピソードにしか登場しないサブキャラクターにかえってフルネームが設定されていることが多い、という幾分逆説的な現象が特徴として挙げられる。

## 作品一覧
作品とサブタイトルは以下の通りである。本編のNo.1からNo.5まではサブタイトルがなく、文庫版でつけられている（〈文〉で記載）。番外編は本編から全く独立しているわけではなく、時間的にも内容的にもその前後の本編とつながりがある。ただし、『小銭王ジェイムズI世伝』は、中世を舞台としている。
大まかな初出掲載状況及び掲載誌の略称
1. 『別ビ』 … 季刊・別冊ビバプリンセス誌：1977年1月25日号から1979年4月25日号
2. 『姫』 … 月刊プリンセス本誌：1979年9月号から1985年7月号
3. 『増Pino』 … プリンセス増刊Pino誌
4. 『ViVa』 … 隔月刊・ViVa PRINCESS誌：1986年4月25日号から1988年10月25日号 
（数年間中断）
5. 『姫』 … 月刊プリンセス本誌：1995年5月号から2007年12月号
6. 『姫金』 … プリンセスGOLD誌：2009年1月号から2012年7月号
- 末尾括弧【】内に初出掲載誌及び号数、収録単行本の巻数を記述。

なお、このリストの単行本とは「プリンセス・コミックス基準」とする。
※秋田文庫版やDX版とは収録巻数が異なる場合がある。
※掲載誌が2ヶ月合併号の場合は「◯+◯月号」と記す。
- No.1 〈文〉千のキス 【『別ビ』1977年1月25日・冬号 / 第1巻】
- No.2 〈文〉鉄のクラウス 【『別ビ』1977年8月25日・夏号 / 第1巻】
- No.3 〈文〉アキレス最後の戦い 【『別ビ』1978年4月25日・春号 / 第1巻】
- No.4 〈文〉ギリシアの恋 【『別ビ』1978年10月25日・秋号 / 第2巻】
- No.5 〈文〉劇的な春 【『別ビ』1979年4月25日・春号 / 第2巻】
- No.6 イン・シャー・アッラー 【『姫』1979年9 - 10月号 / 第3巻】
- No.7 ハレルヤ・エクスプレス 【『姫』1979年12月号、1980年1月号 / 第3巻】
- No.8 来た 見た 勝った!! 【『姫』1980年2 - 4月号 / 第4巻】
- No.9 アラスカ最前線 【『姫』1980年6 - 11月号 / 第4・5巻】
- 〈番外編〉 特別休暇命令 【『姫』1980年12月号 / 第6巻】
- No.10 グラス・ターゲット 【『姫』1981年1 - 5月号 / 第6・7巻】
- 〈番外編〉 ミッドナイト・コレクター 【『姫』1981年7 - 8月号 / 第7巻】
- No.11 9月の7日間 【『姫』1981年9月号 - 1982年6月号 / 第8 - 10巻】

（少佐のスピンオフ 『魔弾の射手』：『姫』1982年8 - 9月号）
- 〈番外編〉 パラダイス・PARTY 【『姫』1982年11月号 / 第10巻】
- No.12 笑う枢機卿 【『姫』1982年12月号 - 1983年6月号 / 第10 - 12巻】
- 〈番外編〉 アラスカ物語（付・シベリヤ物語） 【『姫』1983年8月号 / 第12巻】
- 〈番外編〉 ロレンスより愛をこめて・1 【『姫』1983年9月号 / 第12巻】
- 〈番外編〉 ロレンスより愛をこめて・2 【『姫』1983年10月号 / 第12巻】
- No.13 第七の封印 【『姫』1984年8月号 - 1985年5・7月号 / 第12 - 15巻】
- 〈番外編〉 ロレンス君のお便り気分 【『増Pino』1985年6月25日号 / 第15巻】
- 〈番外編〉 インターミッション 【『ViVa』1986年4月25日号 / 第15巻】
- 〈番外編〉 ケルンの水 ラインの誘惑 【『ViVa』1986年6月25日号 / 第15巻】
- No.14 皇帝円舞曲 【『ViVa』1986年8月25日号 - 1987年12月25日号、1988年4月25日号 - 8月25日号 / 第16 - 19巻】
- 〈番外編〉 小銭王ジェイムズI世伝 【『ViVa』1988年10月25日号 / 第19巻】

（ここまでが最初のシリーズで、これ以降が一時中断後の新生シリーズとなる）
- No.15 ノスフェラトゥ 【『姫』1995年5 - 6月号 / 第20巻】
- No.16 熊猫的迷宮 【『姫』1996年3 - 8月号 / 第20・21巻】
- No.17 トロイの木馬 【『姫』1996年12月号 - 1997年3月号、同年5 - 9月号 / 第21 - 23巻】
- 〈番外編〉 エーベルバッハ中佐 【『姫』1998年3 - 4月号 / 第23・24巻】
- No.18 パリスの審判 【『姫』1998年8 - 10月号、同年12月号 - 1999年2月号、同年4 - 5月号 / 第24・25巻】
- No.19 ポセイドン2000 【『姫』2000年1 - 3月号、同年5 - 7月号、同年9 - 10月号 / 第26・27巻】
- 〈番外編〉 ローマの道は暴利の道 【『姫』2001年10 - 11月号 / 第27巻】
- 〈番外編〉 メテオラな日々 【『姫』2002年5 - 6月号 / 第28巻】
- No.20 ビザンチン迷路 【『姫』2002年11 - 12月号、2003年1月号、同年3 - 5月号、同年7 - 9月号、同年11 - 12月号、2004年1月号 / 第28 - 30巻】
- <ビザンチン迷路 番外編> 瑠璃色事件 【『姫』2004年4月号 / 第31巻】
- 〈番外編〉 心理実験プロジェクトS 【『姫』2004年7 - 8月号 / 第31巻】
- 〈番外編〉 少年たちの黄金伝説 【『姫』2005年1月号 / 第31巻】
- No.21 ケルティック・スパイラル 【『姫』2005年3 - 5月号、同年7 - 9月号、同年11月号 - 2006年1月号、同年3 - 5月号、同年7 - 9月号 / 第32 - 34巻】
- 〈番外編〉 ケルトの幻想 マダムの妄想 【『姫』2006年11月号 / 第34巻】
- 〈番外編〉 聖夜の善き訪問者たち 【『姫』2007年12月号 / 第35巻】
- 〈番外編〉 古城販売作戦 【『姫金』2009年1月号 / 第35巻】
- No.22 聖ヨハネの帰還 【『姫金』2009年5月号、同年7+8月号、9月号、同年11+12月号、2010年1月号、同年3+4月号、同年5・7・9・11月号、2011年1・3・5・7・9月号 / 第35 - 39巻】
- 〈番外編〉お茶会攻防戦 【『姫金』2012年1月号 / 第39巻】
- 〈番外編〉コッツウォルズの手稿本 【『姫金』2012年5・7月号 / 第39巻】

『Z-ツェット-』シリーズの中の「ツェットの幸運」は「No.12 笑う枢機卿」と「No.13 第七の封印」の間のエピソードである。

## 登場人物

### 主要人物
ドリアン・レッド・グローリア伯爵（Earl Dorian Red Gloria as Eroica）
国際指名手配を受ける世界的な美術品泥棒「エロイカ」。長い巻き毛の金髪を持つ美形のイギリス人。表向きは美術品蒐集家として知られる貴族で、中世ヨーロッパ美術について豊富な知識を持つ。主要居留地のロンドンに居館を構える。男色家。エーベルバッハ家に伝わる肖像画『紫を着る男』（モデルは少佐の先祖の一人）を巡って少佐と対立し、当初は犬猿の仲であったが、次第にその美点に惹かれ始め追い回すようになる。しばしば少佐の任務を妨害するが、時に利害の一致により共同で行動することもある。初期には数十人の部下を抱えていたが、物語が進むにつれボーナムとジェイムズくん以外は登場しなくなり、中盤以降はジェイムズくんを厄介払いしてボーナムのみと行動を共にすることも多い。
青池が1977年に発表した『七つの海七つの空』の主人公の海賊ルミナス・レッド・ベネディクトの子孫という設定。「海賊の先祖が手柄を立てて爵位を授かった」という発言から、爵位を授かったのもルミナスであると推測される。
両親は13歳の時に離婚、三人の姉も母に引き取られる、と一見不遇であるが、父子揃って「これでおおっぴらに（同性恋愛を）楽しめる」とあっけらかんとしていた。14歳にして本格的な泥棒行為に挑戦しているが、失敗。以後しばらくはパブリックスクール、オックスフォード大学、と普通の学生生活を送っている。
少年時代から卓越した審美眼を開花させており、大抵は一瞥しただけで真贋を見分けることが出来る。豪壮華麗で技巧を凝らした作品を好む傾向があり、西洋芸術のみならず仏像やイコンなどその射程は幅広いが、印象派絵画及び現代芸術には冷淡。基本的には趣味とロマンで泥棒をやっているが、活動資金を稼ぐために金銀宝石の類を盗むことも多い。
変装時には女装することが多いが、基本的に女性に対して非好意的。ハーレムの女性たちに取り囲まれた際に震えている場面があることから、軽度の女性恐怖症とも考えられる。なお一度だけ女性に対し好感を持ったことがあったが、その時の台詞は「君は男に生まれるべきだったね」で相手は皮肉と誤解している。
口癖は「Good luck!」「エロイカより愛をこめて（from Eroica with love）」「私はプロだよ（I'm professional）」。
なお世界各国での泥棒稼業の為に色々な国の人間に化けたり情報を集める為に、かなり多くの言語にも精通していて知性の高さを見せている。
投げナイフの名手でもあるが、逆に射撃は標的を外しまくる、軍仕様の自動小銃をフルオート設定のまま撃ってしまうなど非常に下手。
作画モデルはイギリスのロック・バンドLed Zeppelinのボーカリスト、ロバート・プラント。
クラウス・ハインツ・フォン・デム・エーベルバッハ少佐（"Klaus des Eisens" Major, Klaus Heinz von dem Eberbach）
NATO軍情報部・ボン支部の陸軍少佐。直毛の黒髪、長身、強面のドイツ人。非常に有能な情報将校であり、その硬派ぶりで、東西両陣営から“鉄のクラウス”と渾名(あだ名)される。職席は描写がされない（職階ではなく階級で常に呼ばれる）ので不明だが、後述の部下26人を抱えているので課長級と思われる。
ハプスブルク家の末裔であり、執事・召使と共にボン近郊にある祖先伝来の城に住む。家紋はEber（猪）である。『七つの海七つの空』でルミナス・レッド・ベネディクトの敵役として登場するティリアン・パーシモン（『紫を着る男』のモデル）、『アル・カサル -王城-』の主人公・ペドロ1世の子孫にも当たる。父親も元ドイツ国防軍軍人で独ソ戦に従軍した装甲（戦車）師団の要員との設定。
任務について謹厳な態度を貫き、軍令を重んじ、無能な部下には容赦なくアラスカ・ジュノー支部への異動（左遷）を命じる。任務一筋で俗事についての関心が極端に低く（ただし歓楽街の穴場や風俗従事の女性の情報などには精通している）、NATO内でも非常に高い人気を持ちながら独身。周辺にしばしば出没する伯爵のことも「軽薄なナルシスト」と毛嫌いしているが、泥棒としての腕を任務に利用することもあり、その能力については一定の評価も与えている。あまりのワーカホリック振りを案じた部長が強制的に休暇を取らせた際も「本人すら内容を知らされない極秘任務」と思い込んでおり、各国の諜報機関もその動向に振り回されている。美術音痴であり、モナリザの複製画を見ても「太ったおばさんの絵」としか認識しないほどだが、美的感覚は持ち合わせており、戦車、特にレオパルト戦車とその車体が持つ鋼鉄の質感を愛する。やむを得ない場合を除き、工業製品はドイツ（統一前は西ドイツ）製の物しか使用しない。好物はフライドポテトとネスカフェのインスタントコーヒー「ネスカフェゴールドブレンド」、ヘビースモーカーでHB (たばこ)を愛飲している。
経費の濫費と人使いの荒さから上部との折り合いがままならず、有能さは誰もが認めながら出世は遅く「万年少佐」と陰口を叩かれている。しかし番外編では情報部以前に所属していた装甲師団の戦車部隊に異動し、中佐に昇進したこともある。
使用拳銃はワルサーPPK、ルガーP08、44オートマグ、M1911とエピソードにより色々で、一定していない。
運転技術は極めて高等。元戦車兵ながらパイロットライセンスも取得しており、ミグ25や大型旅客機（双発機）を手足のように使いこなしている。また、アラスカからハワイ近海まで練習船で航海したこともあるので（クルーは部下26名のみ）、船舶免許も取得しているものと考えられる。付け加えて馬術も巧み。
学生時代はサッカー部。その為か、ドイツチームがW杯決勝に進出した際には、珍しく職務を中断しての観戦を許可している。また幼少時に母親と死別し任務に忙しい厳格な父と、忠誠無私の執事に育てられたためか、ギムナジウムのシスターに淡い憧れを抱いて成長したとされる。女性に対して冷たい態度をとりがちな中、シスターには年齢を問わず好意的。
情報部員として身分を偽り世界各国の人間に変装したり、軍事情報の収集が目的で伯爵と同様、相当に多くの言語に精通し、ネイティブスピーカー同様の高いレベルで複数言語を操れる。例としてドイツ語以外に英語、イタリア語、オランダ語、ペルシャ語、アラビア語、ロシア語、フランス語などで他にもNATO加盟国の各言語はほぼ出来るようである。
シーザー・ガブリエル、シュガー・プラム、レパード・ソリッド
本作の主人公と設定されていた、イギリス人の三人組。三人とも超能力者であり、美少年であるシーザーを伯爵が男色の「ターゲット」としたことから、超能力を駆使して伯爵と戦うが痛み分け。その後も伯爵を好敵手的存在として三人の物語が続くかと思われたが、次に登場した少佐に人気を奪われフェードアウト。「アキレス最後の戦い」編を最後に、インターポールの刑事「タラオ・バンナイ」と共に二度と姿を見せなくなってしまった。

### 伯爵の部下
ジェイムズ
伯爵の部下で、会計係を務める。ケチと貧乏に快感を覚える変人。初期は伯爵を取り巻くハンサムの一人として登場しており、カシオミニを片手に会計報告をまとめる少々吝嗇傾向のある普通の会計士だったが、次第に吝嗇と不潔と意地汚い性格が強調されるようになる。接ぎだらけの衣服を愛用していたり、腐敗した果物、汚れてカビ臭い牢獄等の貧乏くさいアイテムが好きといった性格が付加され、金のにおいを物理的に嗅ぎつける、飲み込んだ物を随意に吐き戻す、ネズミやネコの大群を操るなどといった人間離れした能力を見せるようになっていった。伯爵や少佐の周辺からは「ドケチ虫」「宇宙人」「ゴミ」などと称され、KGBからも「西側一の吝嗇家」と認識されている。一人称は主に「ぼく」だが、自ら「ジェイムズ君」と称することもある。ちなみにフルネームの設定はされていない。FBIの事情聴取に対してさえ「（名は）生まれた時から"ジェイムズ君"」と答えている。
作画・命名モデルはLed Zeppelinのギタリスト、ジミー・ペイジ。「ジェイムズ」は「ジミー」の正式呼称であり、吝嗇キャラクターはペイジが極端な吝嗇家であるという噂を元にしたものである。
ボーナム
伯爵の部下で、その筆頭挌。マッシュルームカットに口髭をたくわえた温厚な人物で、伯爵の無茶な行動とジェイムズくんの押し付ける低予算との狭間で苦しんでいる。同じ苦労を持つ「部下A」には共感を持っており、メール友達である。その有能さは少佐も認めており、時折NATOへ勧誘されることもあるほどで、実際に伯爵が部下Zとの交換で応じようとしたことがある。機械いじりと車の運転が得意で、エーベルバッハ家の執事に家電の修理に駆り出されることもあるなど、少佐の周辺人物と親しく付き合うことも多い。変人ばかり登場する本作で数少ない常識人でもある。メカ音痴の伯爵に頼りにされているが、ニコリーニに強い憧れを抱き花を撒き散らすため、嫉妬の炎を燃やした伯爵にいびられることもある。命名・作画モデルはLed Zeppelinのドラマー、ジョン・ボーナム。
ジョン・ポール
「グラス・ターゲット」「ミッドナイト・コレクター」に登場の伯爵の部下。前者で盗聴活動を行っていた。ジェイムズくんとボーナム以外で固有名、それもフルネームのあった唯一の部下である。「アラスカ最前線」でジョーンズと呼ばれるよく似た部下が登場しているが同一人物かは不明。命名モデルは共にLed Zeppelinのベーシスト、ジョン・ポール・ジョーンズ。
その他の部下
「千のキス」にベック(命名モデルはジェフ・ベックと思われる)と言う部下が登場。「ハレルヤ・エクスプレス」編で、TEEにジェイムズくんと乗り込んでいた伯爵が、少佐に部下20名分の切符を新たに要請。その際、ボーナムともう1名（少佐に顔だけは覚えられている）が別行動を取っていた為、最盛期には少なくとも23人の部下を抱えていた模様。

### NATO情報部
エーベルバッハ少佐の部下は、アルファベットのコードネーム（ドイツ語読み）で呼ばれる。常に26名。初期は固定したキャラクターが設定されておらず、コードネームをアルファベットとしたのも、名前の設定が面倒だという理由であったが現在はアルファベット名について「部下の順列が一目で分かって便利だから」という設定が為されている。そのため初期の作品ではAとBの容貌が現在とは逆になっている例もある。その後、少佐の活躍が増えるにつれ部下の登場機会も多くなり、「部下A」等が固有名詞となり個別のキャラクターが確立されていった。複数のエピソードを通して容貌が一致するのは今の所7名程度である。メインの数人以外はアシスタントが作画することも多く、ケース毎に容貌もまちまちだが、ほとんどの場面で全員が金髪。HやKやLなどのように個々のエピソードでは青池の筆による容貌を持つキャラもいるが、大抵は次のエピソードに入ると容貌が変わってしまっている。26人全員が登場したのは「アラスカ最前線」の中の1コマ、少佐が点呼を取るシーンのみ。
劇中ではドイツの情報機関として描かれているが、NATOは西欧諸国を中心とした軍事同盟であり、現実のドイツ情報機関は劇中にも別組織として登場する連邦情報局（BND）である。
少佐と情報部員達の活動は、防諜、盗まれた軍事機密の奪還や対テロ作戦も担当するなど、スパイというよりは秘密警察に近い。
部下A（アー）
少佐の部下の筆頭で女房役。常に部下を代表し叱責を受ける立場である。実直な人物であり、極めて温厚。若干背が低く童顔、物語開始当初はもじゃもじゃに近い癖っ毛で少々長めのショートだったが、次第にすっきりとしたストレートのショートヘアになった。伯爵の部下ボーナムとは互いの境遇に共感し、メールをやり取りする仲である。「笑う枢機卿」編での失態により一度アラスカに送られたが、帰還後は再び部下の筆頭として少佐より一定の信頼を受けている。キャラクター周辺に「きりっ」という効果音が書かれることが多い。美人の妻を持ち、少佐にその事を言われる度、寝取られるのではないかと内心恐れている。軍隊階級は曹長。少佐不在時には部署付最先任下士官として指揮を取る立場にあるが、何故かZ以外からは常にタメ口をきかれている。
部下B（ベー）
Aとよくコンビを組むオフィサー。真面目なAに対し楽天家。丸顔、アフロヘアに近い強度の癖毛（中部ヨーロッパ人とは考えにくい設定、後に少佐には『ラテン系』と言われている）。何かというと食事に行きたがる傾向があり、体格も丸め。一時期はトイレに行っている隙に敵に逃げられるというパターンのミスを連発。すぐサボるため敵どころか味方からまで「根がグータラ」と陰口を叩かれているが、ごく稀にその明快単純な発想が少佐を助けることもある。冷戦後はAが少佐の副官的位置についている為、CやDやEと行動している。妻帯者。子供は少なくとも一人いる。
部下C（ツェー）
永らくキャラが確定していなかった影の薄い序列三位。現在Eと呼ばれている人物が冷戦終結直後にCと呼称されていたこともある。現Cは「ケルティック・スパイラル」でBのコンビとしてようやく登場。この現CはBほどズボラではないが、DやEやGと比べるとBのズボラに対して寛容な人物である。髪型は両分け。
部下D（デー）
「笑う枢機卿」編前後では現Eと思しき人物がDと呼ばれている。固定キャラクターとなったのは冷戦後から。以降は、必ず青池自身が作画している。金髪の短髪で、体格もがっしりとした軍人らしい人物。しかし、少佐が怒っている時にはやはりAの背後に隠れてしまう癖がある。主にEと共に行動を取り、伯爵一行との遭遇が特に多い。
部下E（エー）
「笑う枢機卿」編前後では金髪オールバックのキャラ。明確なキャラクター化がなされたのは冷戦後。部下の中ではいつの間にか有用な実働部隊となった律儀なメモ魔。Dとのコンビが多いが、BやGと組むこともある。妻子もち。なお、冷戦前から同じ容貌のキャラは登場しておりC或いはDと呼ばれている。
部下G（ゲー）
序列7位の美青年。『イブの息子たち』の外伝「グッド・カンパニー」に登場した際、少佐から任務の為に女装を強制されたことをきっかけに女装趣味に傾倒。その後男色家になってしまい、少佐と伯爵に色目を使うようになる。「少佐のための化粧」が度を過ぎ、回を重ねるごとに厚化粧に。当初はスーツ姿で活動していたが、程なく常時女装して任務に当たるようになった。冷戦後は主にZと行動。ゲイという設定は「G（ゲー）」の発音から発想された。
部下J（ヨット）
「アラスカ最前線」でNATO情報部一行を出迎えた、アラスカに左遷されていた部下。このエピソードでの部長の台詞によると、他にも何人かアラスカ送りの部下がいたとのこと。
部下Z（ツェット）
アルファベット最後の文字を割り当てられた、永遠の新人。金髪長身（身長も肩幅も少佐よりやや小さい程度。このため黒髪のカツラで少佐の影武者を演じた事もある）の美形キャラクターであり、伯爵や情報部長から好意を寄せられている。「アラスカ最前線」ではFBIの捜査官の一人をKGBのスパイと見抜くなど、新人ながら非常に真面目で有能な部員であり、少佐からも特に期待されている。「笑う枢機卿」編終了後に部下がまとめてアラスカに送られた際、“運転手と電話番が必要だ”と唯一少佐の元に残され、恐怖に打ちひしがれた。少佐への尊敬の念は大きく、少佐が一時情報部を離れた際には自身のブースに少佐の写真を飾っていた。ハノーファー生まれで、姉が一人いる。キャラクターとしても非常に人気が高く、Zを主人公としたスピンオフ作品『Z -ツェット-』も発表されている。冷戦前は序列下位の面々と共に活動していたが、冷戦後はほぼ常にGに同行している。部下A曰く"まるで姉に振り回される弟のようだ"とのことである。
情報部長
少佐の上司。A-Z達にも増して少佐を恐れている半面、挑発も欠かさず、事あるごとに少佐と嫌味の応酬をしている中年。妻帯者であるが男色家でもあり、いわゆるバイセクシャルであり、伯爵に対して非常に好意を持っている。部下G、Zを寵愛しているが、両者からは疎まれている。コーヒーに角砂糖を10個入れるなど極度の甘党で肥満体だが、色気を忘れない艶福家である。基本的には人当たりの良い好人物で、部下を犠牲にする非情な作戦は嫌う傾向にある。SISのミスターLは数十年来の親友。ギリシアの諜報部要人にも友人がおり、ギリシア政府にも明かせない極秘情報を譲られたこともある。
部長秘書
情報部長の秘書。気品ある初老の女性。初期から容貌が確定している。部長の購読雑誌を、アダルト向けまで含めて逐一ファイリングし保管するなどの几帳面さが見られる。少佐に対して部長のフォローを行う場面もある。部長曰く「彼女は鬼のようにわしを仕切る」。
経理部長、人事部長
情報部長と並ぶ、オヤジ三羽烏。少佐の経費遣いの荒さや部下酷使に悩まされている。少佐が無断でアラスカに送った部下25人の補充を迫られて逃げ回る反面、少佐の結婚を画策するなど寝業師な一面も見せる。彼ら2名と情報部長は、その役職から大佐もしくは将官と考えられる。
ゴットフリート・ローデ
番外編「エーベルバッハ中佐」で登場。少佐がイギリスに転属していた時期に、後任としてNATO情報部に配属されたベテラン。前所属はBND。部下に対し、かつて自身が体験した裏切りや背徳といった陰鬱な泣き言を話し続けた為、情報部の士気が著しく低下。最大で部下26名中10名が事実上の職務放棄に至った。この際に部下、さらに前任者の少佐をも批判したために、温厚な部下Aをも激怒させる。旧KGB側からも「シベリアの凍土」と評されるほど暗い性格を持つ。
ムンク少佐
ノルウェー在住、オスロ支部所属。至ってまともな人間である。地味で出番は少ないながらも息長く顔を見せている脇役で、『Z』にも登場している。

### ロシア対外情報庁（SVR）/ ソ連国家保安委員会（KGB）
仔熊のミーシャ
旧ソビエト・現ロシアの辣腕エージェント。コードネームは1980年モスクワオリンピックのマスコット「こぐまのミーシャ」に由来する。可愛らしいコードネームとは裏腹にやはり硬派の強面で、四角張ったがっしりとした身体に、スキンヘッドとサングラスがトレードマーク。1952年ヘルシンキオリンピックのボクシング競技の金メダリストという設定が与えられている（実際にはソ連選手の最高位は銀メダルで、金は獲れなかった）。
冷戦時代は少佐の宿敵であり、冷戦後に共同作戦を取るようになって以降も度々衝突を繰り返す。少佐とは幾度となく命のやり取りを行っているが、それだけに互いに一種の親近感があり、少佐を「親友」と称する場面もある。ただし、基本的に顔を合わせた際には険悪なやり取りを繰り広げており、両者が運悪く邂逅した時は伯爵も互いの部下もその他政府関係者も青い顔で立ちすくむか隠れるか、である。
任務遂行の為には手段を選ばない面があり、「ハレルヤ・エクスプレス」編では少佐殺害のために自分と少佐の乗った列車を乗客ごと爆破しようとし、狙撃班の面々に少佐を射殺させようともした。少佐との対立による度重なる任務失敗によって、一時期はシベリアに送られる。この事により少佐に対する個人的怨恨を増大させ、「第七の封印」編では少佐に手榴弾を投げつけて爆殺しようとし、病院送りにしている（直後に、自分がこの功績で勲章を受けた写真を「我が好敵手エーベルバッハ少佐の一日も早い回復を祈る」というメッセージを添えて、伯爵に手渡させるという嫌がらせもした）。少佐をモスクワに連行し、赤の広場で引き回すことを夢見ていたが、連載中断後の再開第1話目において、その赤の広場に任務完了後・帰国直前の少佐が佇むコマが冷戦終結の象徴として描かれた。
家族は妻にイワンとアンナの一男一女、ただし家族3人の内、妻と娘は手紙や実際の生活で登場するのだが、息子のイワンだけは名前だけである。任務には冷徹であるが家族は大切にしており、子煩悩な面もある。娘のアンナは猫を飼っていることで耐性があり、猫だらけのマルタ島では猫に怯える部下を尻目に猫を可愛がった。作画モデルは俳優のテリー・サバラス。
白クマ
ロマンスグレーの髪と口髭を蓄える、渋い中年キャラクター。ミーシャとは公私にわたる良きパートナーであり、彼に代わり部下の活動を統括したり、他方で私的な用事を請け負うこともある。全力でミーシャをバックアップする心強い同志である。冷戦時代はソビエト大使館の二等書記官という肩書きであった。
作品中ではミーシャより先に登場しており、作品No.5「劇的な春」が初登場。この回はコードネーム通りのずんぐりとした身体で、少佐との挑発合戦で喚き散らすだけのキャラクターであったが、「グラス・ターゲット」編での再登場から、スマートで紳士然としたエージェントというキャラクターが確立された。
直情径行で任務一筋のミーシャに比べ、冷静で俗事にも通じている。また、少佐とミーシャの険悪な会合に平気で立ち会うことの出来る数少ない人物でもあり、時には両者を仲裁することもある。
赤いきつね
ローマ駐在KGB部員。「ハレルヤ・エクスプレス」編に名前のみ登場するが、その後「笑う枢機卿」編で姿を現す。仔熊のミーシャや白クマなどとの連絡を頻繁に行う古株。コードネームは東洋水産のカップうどんに由来する。
ヘラクレス
「第七の封印」編に登場。本名パブロス・カザンザキス。ギリシャ・アテネの海運会社社長で、プロサッカークラブも持つ大富豪という顔を持つエージェント。その潤沢な資金力からKGB内で重用されている。享楽的な性格で、常にドーラとクリオという2人の愛人を侍らせている。ゾルバというボディーガードがいる。
明がらす
「笑う枢機卿」編に登場。仔熊のミーシャの愛弟子。少佐の部下26人を拉致するという辣腕ぶりを見せるが、少佐と伯爵のタッグの前に敗退する。
マリア・テレジア
「皇帝円舞曲」編に登場。本名エリザベート・シュトルツ。オーストリア・ウィーンに潜伏するKGBの女スパイ。ただ一度の指令を待ち、30年以上にわたっておっとりとした美術商夫人を演じ続けたスリーパー・エージェント。老獪に立ち回り、伯爵、少佐、CIAの三者を手玉に取って自らの任務を遂行した。最終的には失敗するものの成否を問わず生涯にただ一度の覚醒であるため、その後はシュトルツ夫人としてCIAのエージェントである夫カールと人生を共にするのだった。
銀のオーロラ
「9月の7日間」編に登場。ルビヤンカ・レポートを携行する少佐の乗る飛行機を乗っ取り、ハイジャック事件に偽装して、少佐をソビエトに連行しようとした。
ラインの夕暮
観光客に紛れてローマで「笑う枢機卿」の調査を行っていた少佐に、赤いきつねの命を受けて近づいた老スパイ。
緑のたぬき
番外編『特別休暇命令』で少佐を狙うが、失敗しては「さすが鉄のクラウス」と言い続けているうちに、シベリア送りが決定。コードネームは「赤いきつね」がいるなら当然「緑のたぬき」も、という理由による。
アンドレイ・デムチェンコ
「パリスの審判」に登場。表向きは貿易会社・警備会社を営む元KGBの事業家だが、その本性はロシア・マフィア。KGB時代は施設管理部長でナチスの「略奪美術品」などを管理していたこともあり、冷戦後はそのコネを利用した贋作取引で巨利を貪っている。典型的な腐敗役人でミーシャ曰く「旧KGBで最も悪質な男」。ミーシャや白クマとは現役時代から鋭く対立していた。
大鴉
「ビザンチン迷路」に登場。本名アレクセイ・ザボーチン。トルコを中心に活動していた元KGBで専門はテロ工作。1981年5月のローマ法王ヨハネ・パウロ二世暗殺未遂事件の黒幕として描かれている。その失敗後、名誉回復のためにアタテュルク・ダムの破壊工作を準備するが、ソ連崩壊に絶望。自殺を装い、トルコ各地を転々としながら隠遁生活を送っていた。
ミーシャの部下
ロシア版の「部下A-Z」。能力の程もほぼ同等でミーシャの悩みの種となることが多い。初期は「トルストイ」「ツルゲーネフ」「ゴーリキー」等といったコードネームを持つ者や「ハレルヤ・エクスプレス」編で少佐を射殺させようとした際に狙撃手数名がいた。冷戦期には常にトレンチコートを纏い、サングラスを掛けて新聞紙を携帯するというステレオタイプのスパイ像であったが、冷戦後はサングラスこそ外さないが、より一般的な服装で活動している。冷戦終結後はロシアの緊縮財政に翻弄され、低予算での諜報活動に苦心している。上司は宿敵同士だが、「部下A-Z」とは友好的にふるまうことが多い。
その他の同志
オーストリア・インスブルック在住の「トナカイ」、同ウィーン在住の「あざらし」等。

### アメリカ中央情報局（CIA）
ディック・グラント
「皇帝円舞曲」編に登場。直情的で尊大。強引なやり口で各国の諜報機関より「ごり押しディック」と渾名される。少佐がCIAの任務を妨害していると勘違いし、対立する。激昂すると汗だくになって怒鳴りまくる、暑苦しい男。朝から特大のステーキを3枚も平らげるだけの体力の持ち主で、少佐と互角に渡り合える数少ない人物。頭の回転は意外に速い。
ジョー
「皇帝円舞曲」編に登場。短絡的で単純な推論を考えなしに口にしては、ディックに怒鳴られる、影の薄いいじめられ役。
メッテルニヒ
「皇帝円舞曲」編に登場。古美術商としてウィーンに何十年も潜入している諜報員。本名カール・シュトルツ。妻エリザベートがKGBの潜入スパイ「マリア・テレジア」である事には最後まで気づかなかった。
ミッチ
No.20「ビザンチン迷路」に登場。トルコ大使館詰めの要員。同僚からも「ぼんくら」と軽く見られているが、それなりに仕事熱心な点数稼ぎ屋。ジェシー・ハリスという上司も登場している。

### イギリス情報局秘密情報部（SIS）
チャールズ・ロレンス
ジェームズ・ボンドを気取る楽天家なイギリス・秘密情報部所属のエージェント。軍隊階級は少尉。初登場は「グラス・ターゲット」編。以降の出番は番外編中心で、本編に登場しても、諜報活動の本格化していない導入パートか、後日談パートに登場するのみである。自称「番外編の男」。
当初はガジェット（スパイ用の各種小道具）好きの、ただのナルシスト気味な無能情報部員だったが、連載が進むにつれて楽天的・享楽的な性格が拡大し、パーティーと女遊びの為に、しばしば少佐や伯爵を振り回している。登場時は「フッ」と憂いに満ちた表情でポーズを決めるのがお約束。デスクには常に紅茶セットが並んでいる。
ミスター・L評によれば「アレでなかなか役に立つ男」だが、情報部員として活躍するシーンは一度もない。自身は無能を自覚しておらず、一方的に少佐の「盟友」を自認しているが、当の少佐からは非常に疎まれている。同じイギリス人の伯爵からは、美術品に対する「ヌードか否か」という低俗な鑑賞眼や、過度に楽天的で軽薄な言動が嫌われており、「英国最大の恥さらし」とも評されている。しかし伯爵とは根の性格が似ているため、パーティーなどが企画されると共同で行動することもある。また、「少佐好き」の座を争うことも多い。
ミスター・L
ロレンスの上司で、NATO情報部長を遙かに超える巨漢。情報部長とは若年期からの親友である。孫娘のメリンダ（7歳）を溺愛し、非常に高く買っている少佐と結びつけようと画策する。ロレンスに比べれば遙かに常識を弁えているものの、やはり映画『007』のような世界観を好み、ロマンチストな一面を持つ。ロンドン郊外に在住。大型犬を一匹飼っているが、主人同様、極度の肥満犬である。

### フランス対外治安総局（DGSE）
Q
本名ルイ・サンドリエ。Qというのは少佐の部下のようなコードネームではなく「Quatre（クァトル。仏：4）」の略で、対外治安総局所属諜報員リストの4番目に載っている事に由来する渾名である。「トロイの木馬」編で初登場し、「ケルティック・スパイラル」編で再登場した。元フランス外人部隊の指揮官という経歴を持つ。次長同様の愛国者でエーベルバッハ少佐も認めるほど有能だが、任務における冷徹さや食事はクラッカーとリンゴだけといった機械のような個性、一匹狼の独断専行癖で組織を無視して行動し、「ケルティック・スパイラル」ではテロ組織を一網打尽にしかけた少佐を邪魔したことに起因し厳重な抗議を受けたことで、フランス情報部の同僚にも"すかしたQ"を意味する「スカQ」と軽蔑されている。少佐とは犬猿の仲であり、伯爵にも首に時限爆弾を巻いて解除装置を探させるなどの冷酷な対応を繰り返した。一ヶ月の休暇という名の謹慎処分を受けるが、密かに伯爵に接触し少佐の活動に介入した。
ジャン・フランソワ・ド・ブリニャック
フランス情報部作戦次長。「トロイの木馬」編に登場。寝言でも国歌「ラ・マルセイエーズ」を歌うほどのフランス中心主義者で、尊大で傲慢な男。極度の嫌煙家である。ドイツとNATOを嫌悪し、「トロイの木馬作戦」を発動して、国際社会におけるドイツの信用を失墜させようとした。フランソワーズという愛人がいる。

### 中国文化局
李剣光（リー・ジャンガン）
「熊猫的迷宮」編に登場。部下の黄文と共に、私利私欲の為に暗躍。アウトバーンで手榴弾を投げるなど一般人を巻き込むことを厭わないやり方で、少佐を呆れさせた。親類に中国共産党の幹部を持つため、少佐を激怒させた様々な言動は有耶無耶にされ、帰国後は外交官に転身した。別れ際にそれをひけらかしたため、少佐の鉄拳制裁を喰らった。外見モデルは松田優作。
黄文（ホァン・ウェン）
李剣光の部下で、木村拓哉風の黒髪美少年。拷問と武術に長けているが、うぶな面もあり、伯爵に目を付けられ追い回される。
なお、中国の情報部は、正しくは「国家安全部」。

### その他の人々
エーベルバッハ家執事
本名コンラート・ヒンケル。少佐の父の代から二代にわたって仕えている執事。少佐のためには身命を捨てることを厭わない忠誠心溢れる熱血漢だが、日々の雑事に関する少佐の厳しい要求に困惑し、彼の留守を願っている側面もある。過去に伯爵に人質に取られナイフを突きつけられたことがあるが、その後は彼の口車に乗って部長の誕生パーティーを少佐の屋敷で開いたり、家電の修理をボーナムに依頼したりと違和感なく親しんでいる。頭髪が薄く、少佐からは「すだれ頭」と呼ばれる。ごく初期にはもう一人（すだれ頭でない）禿頭の執事やメイドの姿が見受けられたが、いつの間にか彼と男性使用人だけで家事を切り盛りするようになった。
少佐には秘密が無いように思われていたが、意外にも「少年たちの黄金伝説」で父親の少年時代からの秘密が本名と共に発覚した。60年前、ベルリンの戦いの2ヶ月前、ナチスを顧客にしていた商店主の夫妻が失踪した際に放棄された、数万マルクという大金を拾った父親と友人の4人組はヤーコプ神父に相談し、連合軍の侵攻と故国の軍の敗走により荒廃した村の再建に使い、その秘密を守り続けていた。少佐も事後共犯になることで円満に解決した。
ジャン・マリア・ボロボロンテ
シチリアンマフィアのボス。伯爵を自分のアイドルと公言し、愛人まで伯爵そっくりの金髪巻き毛の女性で統一している。伯爵一行の行動を支援することもある。初出は「劇的な春」編で、当初はアシスタントを務めた友人漫画家・神奈幸子の手による、モブキャラクターだった。キャラクターとして固定されたのは「来た 見た 勝った!」編より。命名モデルは俳優のジャン・マリア・ヴォロンテ。
バクチアル親子
ベイルート在住。裏社会の事情に通じる。父親が伯爵の大ファンであり、中東方面の情報の提供窓口となる。父親はちょっと危ない人で、伯爵の入浴を覗いたりする。
サーリム・アル・サバーハ
クウェートの石油王の息子。豊富な資金を元手として、投資代わりに美術品を買い漁っていたのを伯爵に睨まれ、大量の贋作を掴まされる。以降、伯爵とその関係人物を目の敵とする。芸術についてミーハーな部分が多分にあり、その点では伯爵と同ベクトルの人間であるともいえる。
ヒゲの男
詳細は不明だが、時折伯爵と邂逅しては美術品の情報や贋作の手配話などをしている温厚な紳士風の老人。伯爵が少年の頃から保護者的立場にいると共に、泥棒家業の相談役をしている伯爵曰く「父の古くからの友人」。裏の世界にも通じている。伯爵の幼少期に泥棒行為の手ほどきをした人物。
少佐の父
少佐と執事間で交わされる会話シーンや電話で登場する少佐の父。名前は不明。多くは話題の俎上に上ったり電話のシーンで声（吹き出し）のみの出演であるが、番外編「特別休暇命令」の回想シーンで少佐に瓜二つの容姿を見ることができる。ドイツ陸軍戦車部隊で隊長を務め、エルヴィン・ロンメルの下で戦った。現在はチューリッヒに隠居している。少佐が頭の上がらない数少ない人物であるが、内心では「じじい」と呼ばれ煙たがられている。なお、『イブの息子たち』に1コマだけ、美青年時代の姿で登場している。
フランコ・ジュリアーニ
イタリア警察の刑事で、別名「棺桶刑事」。相棒のフラ・アンジェリコと共に棺桶を載せた霊柩車で走り回り、成り行きで伯爵を逮捕するという大手柄をあげるが、おかげで伯爵が引き起こしたローマ法王誘拐事件の犯人に仕立て上げられる。以降、部下のラファエロが描いた少女マンガのような耽美的な似顔絵を持って黒幕と思しき少佐を追跡する。長年登場していなかったが、『聖ヨハネの帰還』で数十年ぶりの再登場を果たした。命名モデルはジュリアーノ・ジェンマ、フランコ・ネロの合成で、棺桶を常に持ち運ぶという設定は『続・荒野の用心棒』でネロが演じた、棺桶の中に機関銃を忍ばせていたガンマン「ジャンゴ」より。
マリー・アントワネット
「皇帝円舞曲」編で登場。オーストリアの新人エージェント。本名クリスタ・ギンテル。ウィーンを訪れた少佐に接近し、各国の諜報機関から「マリア・テレジア」と誤認された。結局は任務に失敗し、「マリア・テレジア」ではないことが判明する。外見モデルはダイアナ妃。名前の由来はマリー・アントワネット。
イレーネ
番外編「ケルンの水 ラインの誘惑」に登場する少女。17歳。古城の主であった父の死後、管財人ランケ親子の財産横領を告発すべく、心の病を演じながら執事ドンドルフを使って証拠を集めていた。伯爵はそのハムレットさながらの姿に大きな賛辞を送っている。本作では珍しいティーンズ女性の登場人物である。
ザフェル
No.20「ビザンチン迷路」に登場。トルコの若手過激派グループのリーダー。ハッサン（金髪）、ヤサル（黒髪「ちょんまげ」）、サディ、ハゼムら四人と共に活動している。元KGB「大鴉」の破壊工作の存在を過激派組織「灰色狼」の分派から伝えられ、それを利用すべく、善良な世話焼き青年を装って「大鴉」を探っていた。
ミレーヌ
『ケルテイック・スパイラル』に登場。汚職EU議員ラロックの妻。自身も資産家。ケルトマニアで自費でのケルト紹介映像作品を企画した際、伯爵を主演として抜擢。しかしミーハーな妄想屋であるため、スポンサー特権を濫用してスタッフ一同を振り回していた。続く番外編では少佐もその撮影と気まぐれな妄想につき合わされている。更にもう一話登場。ここではイケメン日本人絵師のパトロエンヌとして彼の欧州デビューを後援している。女性の影が薄くなりがちな本作では珍しい、強いインパクトを有した女性の登場人物である。なお夫は汚職が発覚して逮捕されたが、自身は直接的には汚職に関わっておらず、離婚の慰謝料でより一層資産家として格を上げることとなった。
ニッコロ・ニコリーニ
ラヴェンナの古書店の主人。学問的知識と裏社会に通じているため、ボーナムの憧れの人。贋作の工房を持っており、そちらの売買にも携わっている。
ピョートル
冷静でメガネをつけているクールな容姿を持つマークス教授の秘書。芸術マニアであるマークス教授に振り回されている。「聖ヨハネの帰還」で初登場しエロイカとトリプティック財宝の「右向きヨハネ像」争奪戦を繰り広げるが敗北する。いずれ自立する予定だが、マークス教授を尊敬しているのには違いないため、まだ学ぶことも多々あるので教授の元に留まっている。肝心の教授が「ヨハネ像」が粉々になったことで心を砕かれたため、美術品を元の持ち主に返却することを「プネウマ」の最後の活動にすることを少佐に確約した。
シリル・マークス
教授。秘密結社「プネウマ」を結成した。財宝マニア。ウンチクではあのボーナムさえも退屈させるほど熱心。学生時代は環境に馴染めずにグレてヤンキーだったが、セルゲイ・ルシコフによって瀕死状態にさせられた。ロシア正教の司祭に救われ両親と共に心機一転やり直したが、顔に傷が残った。更には、学問に秀でて老齢に達してもルシコフに対する怨恨は根強く心に刻まれていた。
セルゲイ・ルシコフ
マークス教授とはヤンキーの仲。教授にはセルゲイの愛称「セリョーガ」で呼ばれる。「ヨハネ像」の持ち主でミーシャ・少佐・伯爵・マークス教授から追われる。終盤でマークス教授とヨハネ像の奪い合いを繰り広げるが、虚しくもヨハネ像は粉々に砕けた。

## 作品の影響
本作のヒットにより、1970年代後半から1980年代にかけて、大学でドイツ語を履修する学生が急増したといわれる。また、偶然少佐と同じ名前を持っていたドイツ・エーベルバッハ市への日本人観光客が急増し、青池は観光業に対する貢献を認められ、1990年、エーベルバッハ市より名誉賞と市章であるイノシシの彫像を授与された。同市の日本人向け観光パンフレットの表紙には、ジャケットとスラックス姿の少佐が描かれている。
2003年にはドイツ連邦軍の広報誌「Y.（イプシロン）」において、2ページを割いて本作が紹介された。現代のドイツの軍人を扱った娯楽作品が少なく、またそれが日本で人気を博しているということで、軍関係者にも非常に好意的に受け止められた。しかし兵士が長髪の少佐を見た時は「langhaarig（髪が長い）」という言葉が非常に多かったという。また、2004年に発表された番外編『心理実験プロジェクトS』の作中にフランクフルト大学が登場したことにより、同編が掲載された『月刊プリンセス』7・8月号が同学日本語学部に寄贈され、フランクフルト工芸博物館において贈呈式も行われた。

### 他作品での登場
青池作品では『イブの息子たち』に複数回登場しているほか、『サラディンの日』などでもモブキャラクターとして少佐や部下Aの姿が見られる。手塚治虫の漫画『ブラック・ジャック』へのオマージュとして、他の漫画家達が競作した短編シリーズ『ブラック・ジャック ALIVE』において、青池が担当したエピソード中で少佐と伯爵、ジェイムズくんがブラック・ジャックと共演している。

## 書誌情報

### 単行本
- 青池保子『エロイカより愛をこめて』秋田書店〈プリンセスコミックス〉、全39巻
  1. 1978年9月8日発売、ISBN 978-4-253-07109-3
  2. 1980年4月15日発売、ISBN 978-4-253-07110-9
  3. 1980年12月19日発売、ISBN 978-4-253-07111-6
  4. 1981年4月28日発売、ISBN 978-4-253-07112-3
  5. 1981年10月2日発売、ISBN 978-4-253-07113-0
  6. 1982年2月3日発売、ISBN 978-4-253-07114-7
  7. 1982年6月5日発売、ISBN 978-4-253-07115-4
  8. 1982年9月18日発売、ISBN 978-4-253-07116-1
  9. 1982年12月3日発売、ISBN 978-4-253-07117-8
  10. 1983年4月1日発売、ISBN 978-4-253-07118-5
  11. 1983年9月2日発売、ISBN 978-4-253-07119-2
  12. 1984年10月4日発売、ISBN 978-4-253-07120-8
  13. 1985年4月30日発売、ISBN 978-4-253-07121-5
  14. 1985年9月2日発売、ISBN 978-4-253-07122-2
  15. 1986年9月1日発売、ISBN 978-4-253-07123-9
  16. 1987年4月2日発売、ISBN 978-4-253-07124-6
  17. 1987年10月2日発売、ISBN 978-4-253-07125-3
  18. 1988年7月7日発売、ISBN 978-4-253-07126-0
  19. 1988年10月31日発売、ISBN 978-4-253-07127-7
  20. 1996年7月26日発売、ISBN 978-4-253-07128-4
  21. 1997年3月14日発売、ISBN 978-4-253-07129-1
  22. 1997年10月24日発売、ISBN 978-4-253-07130-7
  23. 1998年5月22日発売、ISBN 978-4-253-07131-4
  24. 1998年12月21日発売、ISBN　978-4-253-07132-1
  25. 1999年6月18日発売、ISBN 978-4-253-07460-5
  26. 2000年9月21日発売、ISBN 978-4-253-07461-2
  27. 2001年12月24日発売、ISBN 978-4-253-07462-9
  28. 2003年3月13日発売、ISBN 978-4-253-07477-3
  29. 2003年11月20日発売、ISBN 978-4-253-07480-3
  30. 2004年4月22日発売、ISBN 978-4-253-07481-0
  31. 2005年2月16日発売、ISBN 978-4-253-19451-8
  32. 2005年9月16日発売、ISBN 978-4-253-19452-5
  33. 2006年6月16日発売、ISBN 978-4-253-19453-2
  34. 2006年12月15日発売、ISBN 978-4-253-19454-9
  35. 2009年6月16日発売、ISBN 978-4-253-19455-6
  36. 2010年2月16日発売、ISBN 978-4-253-19456-3
  37. 2010年12月16日発売、ISBN 978-4-253-19457-0
  38. 2011年8月16日発売、ISBN 978-4-253-19458-7
  39. 2012年8月16日発売、ISBN 978-4-253-19459-4
- 青池保子『鉄のクラウス～スピンオフ～』秋田書店〈プリンセスコミックス〉、2013年4月16日発売、ISBN 978-4-253-10260-5

### 関連書籍
- 青池保子『「エロイカより愛をこめて」の創りかた』マガジンハウス、2005年2月17日発売、ISBN 4838715633
- 青池保子『エロイカより愛をこめて 35周年メモリアルブック』秋田書店、2012年9月14日発売、ISBN 978-4-253-10297-1
  - トリビュートイラスト参加作家：アサダニッキ、安野モヨコ、石黒正数、岡田屋鉄蔵、押見修造、雁須磨子、かわぐちかいじ、河村恵利、木原敏江、くろだ美里、酒井美羽、さとうふみや、里中満智子、シタラマサコ、市東亮子、篠原千絵、鈴木理華、高瀬理恵、高橋葉介、滝口琳々、とりのなん子、中山星香、二ノ宮知子、野上武志、萩尾望都、浜岡賢次、はるな檸檬、魔夜峰央、美内すずえ、みもり、山田圭子、大和和紀、ゆうきまさみ、吉川うたた、よしながふみ、和田慎二
- 青池保子『漫画家生活50周年記念 青池保子 華麗なる原画の世界 「エロイカ」から「ファルコ」まで』秋田書店、2014年11月1日発売、ISBN 978-4-253-01090-0
- 青池保子『漫画家生活60周年記念青池保子画集 Contrail航跡のかがやき』秋田書店、2023年7月13日発売、ISBN 978-4-253-10136-3
- 『エロイカより愛をこめてに愛をこめて!!』秋田書店、2024年2月16日発売、ISBN 978-4-253-10694-8
  - 参加作家：市東亮子・酒井美羽・魔夜峰央・奈々巻かなこ・赤石路代・中山星香・青木朋・遠野由来子・小川彌生・シマあつこ・はるな檸檬・萩尾望都・髙橋美由紀・大和和紀・本田・紫堂恭子・浜田翔子・浦沢直樹・潮見知佳・野上武志・安野モヨコ・山村東・永野のりこ・木原敏江・青池保子
- 『青池保子『エロイカより愛をこめて』の世界』「別冊太陽 太陽の地図帖」平凡社、2025年2月、ISBN 978-4-582-94633-8

## オーディオドラマ
アニメ化はされていないが、1982年に日本コロムビアより水木一郎によるイメージソングとオーディオドラマを収録したレコードが発売されている。

### 声の出演
- 伯爵 - 野沢那智
- 少佐 - 中田浩二
- ジェイムズくん - 古川登志夫
- Z - 森功至
- 仔熊のミーシャ - 森山周一郎

### 収録
音楽 - 前田憲男（作曲・編曲）（除3歌外）
「おかしなやつら全員集合」
「ロマンティックアゲイン」
作詞 - 山川啓介 / 作曲・編曲 - 大野雄二 / 歌 - 水木一郎
水木一郎は、この曲でコロムビアゴールデン・ディスク賞とゴールデンLPテープ賞を受賞している。
「エロイカより愛をこめて」
「鋼鉄の男」
「憎いあんちくしょう!」
「シークレットエージェント」
「おれとお前」
作詞 - 山川啓介 / 作曲・編曲 - 大野雄二 / 歌 - 水木一郎
「エロイカvs少佐 Part1」
「エロイカvs少佐 Part2」
「背中にグッド・ラック」
作詞 - 山川啓介 / 作曲・編曲 - 大野雄二 / 歌 - 水木一郎

## 舞台

### 2023年
ステージ『エロイカより愛をこめて』
2023年5月11日から14日に渋谷区文化総合センター大和田 さくらホールにて上演された。

#### キャスト（2023年）
- 怪盗エロイカ / ドリアン・レッド・グローリア伯爵 - 中山優貴
- クラウス・ハインツ・フォン・デム・エーベルバッハ少佐 - 村田充
- ジェイムズ - 杉江大志
- ボーナム - 藤原祐規
- 部下A（アー） - 鷲尾修斗
- 部下B（ベー） - 杉咲真広
- 部下G（ゲー） - 蔵田尚樹
- 絵画「紫を着る男」 - 田内季宇
- 白クマ - 八神蓮
- アンサンブル - 伊藤俊、岩下零時、尾崎豪、竹内一喜、田中朝陽、山田隼人

### 2024年
ステージ『エロイカより愛をこめて』Revival+
2024年7月26日から29日まで紀伊國屋ホールで上演。
2023年の初演に新たなシーンを加えての再演である。また、熱中症対策のため衣装の一部分について、原作や2023年の初演とは異なる薄着への変更がなされた。

#### キャスト（2024年）
- 怪盗エロイカ / ドリアン・レッド・グローリア伯爵 - 中山優貴
- クラウス・ハインツ・フォン・デム・エーベルバッハ少佐 - 村田充
- ジェイムズ - 杉江大志
- ボーナム - 藤原祐規
- 部下A（アー） - 鷲尾修斗
- 部下B（ベー） - 山﨑玲央
- 部下G（ゲー） - 佐藤友咲
- 絵画「紫を着る男」、白クマ役 - 和合真一（二役）
- アンサンブル - 伊藤俊、加茂享士、降矢佳典、藤村リュウト、日高継実

### スタッフ
- 原作 - 「エロイカより愛をこめて」青池保子（秋田書店刊）
- 演出 - 児玉明子
- 脚本 - 入江おろぱ
- 企画･製作 - Lol inc.

## メディア紹介
- BSマンガ夜話（1998年8月26日、NHK衛星第2テレビジョン）[27]
- The!少女マンガ - 作者が語る名作の秘密（2005年1月26日、NHK衛星第2テレビジョン）[28]

## 関連作品
- 魔弾の射手
- Z -ツェット-（スピンオフ作品）
- イブの息子たち
- ブラック・ジャック ALIVE